# Dubai Media City
Dubai Media City, förkortat DMC, är en stadsdel i Dubai i Förenade Arabemiraten och är ett av de nyetablerade industriområden som ligger i stadens sydvästra utkant cirka 25 kilometer från centrum. Dubai Media City är en ekonomisk frizon som gränsar till stadsdelarna Al Sufouh i norr och Dubai Marina i sydväst samt Sheikh Zayed-vägen (E11, Sheikh Zayed Road) i öster. 
DMC etablerades tillsammans med Dubai Internet City (DIC) för att skapa en modernare, servicebaserad ekonomi i Dubai. Det är idag mest känt som platsen för flera internationella medieföretag, bland andra Reuters, CNN International, Sony och MBC.
Dubai Media City är cirka 3 km² till ytan och är ett utpräglat modernt industriområde med kontorsbyggnader i en omgivning med parker, sjöar och palmer.